# Gerimpeld gaffeltandmos
Gerimpeld gaffeltandmos (Dicranum polysetum) is een soort uit het geslacht gaffeltandmos (Dicranum).

## Determinatie
De mat is los, geelgroen, licht glanzend. De stengels zijn 6–12 cm lang. Sporogonen worden meestal in kleine groepen tot vijf per perichaetium gevormd. De kleine mannelijke planten zijn verborgen in de rizoïdenmat van de vrouwelijke planten. De vrouwelijke planten zijn bedekt met een bruine rizoïdenmat die ver naar boven reikt. De bladeren zijn kenmerkend dwars gegolfd, zwak naar één kant gericht en onregelmatig gezaagd. De bladnerf eindigt voor de top en heeft aan de onderkant twee typische uitstekende lamellen. De seta is roodachtig. De sporen zijn groenachtig, zwak papillair.

## Ecologie
Gerimpeld gaffeltandmos prefereert oligotrofe, neutrale tot lichtzure veen-, humus- of zandgronden. Het kan worden gevonden in heidevelden of dennenbossen, zeldzamer op silicaat- of kalksteenrotsen. Typische begeleidende mossen zijn gewoon gaffeltandmos (Dicranum scoparium), fraai haarmos (Polytrichum formosum), bronsmos (Pleurozium schreberi), groot laddermos (Scleropodium purum) en heideklauwtjesmos (Hypnum jutlandicum).

## Verspreiding
In Nederland is gerimpeld gaffeltandmos vrij zeldzaam. Het staat niet op de Nederlandse Rode Lijst in de categorie 'kwetsbaar'. Het was tot in de 20ste eeuw een algemene soort. Dit gemakkelijk te herkennen topkapselmos was zelfs opgenomen in een schema om de geschiktheid van een groeiplaats voor de bosbouw te schatten op basis van de vegetatie. De soort gold als typische indicator van voedselarmoede. Het vormde decimeterhoge pollen in ontginningsbossen, zowel loof- als naaldbossen die in de 20ste eeuw massaal werden aangeplant op de woeste gronden zoals stuifzand en heide.

## Fotogalerij

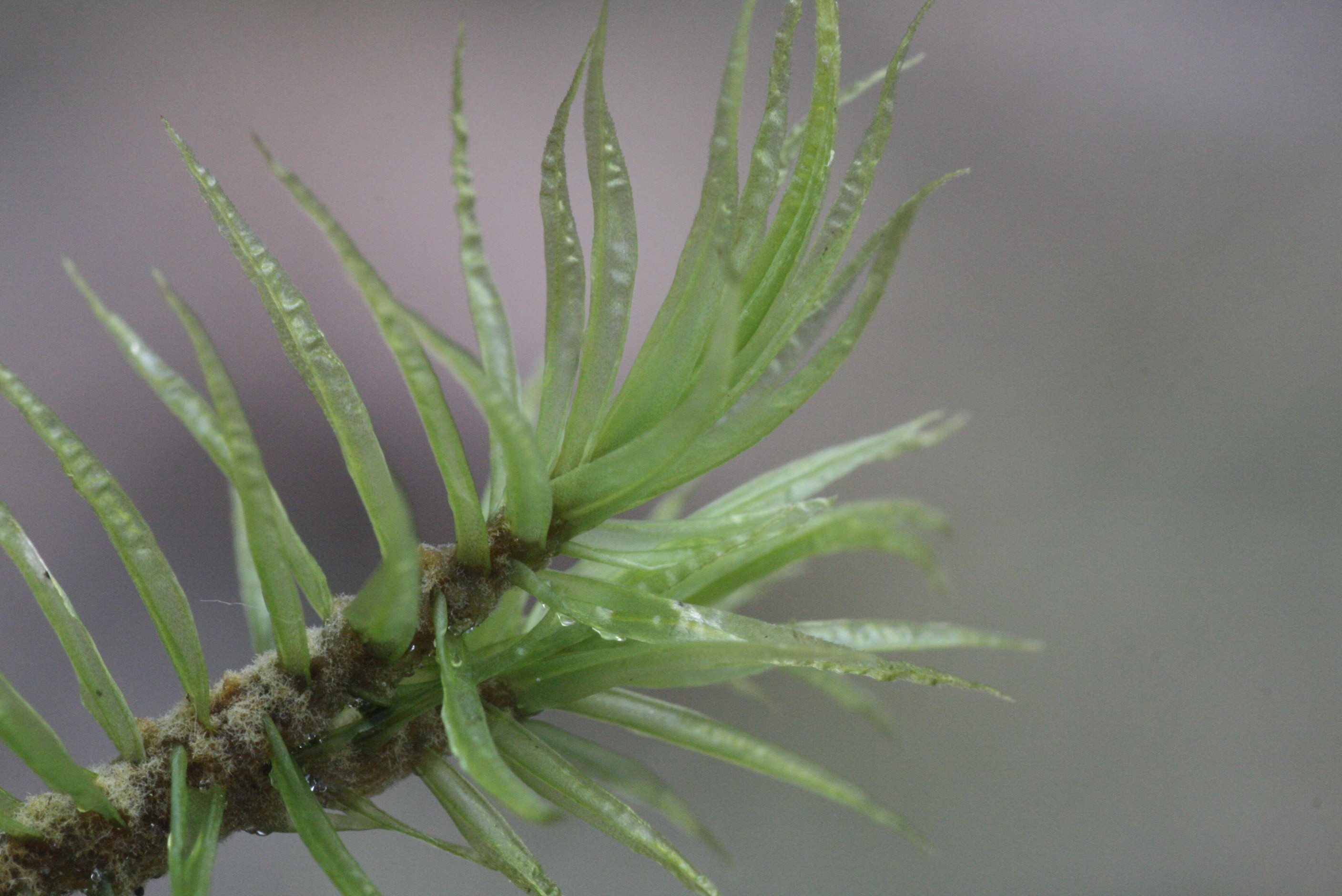
Gerimpeld blad
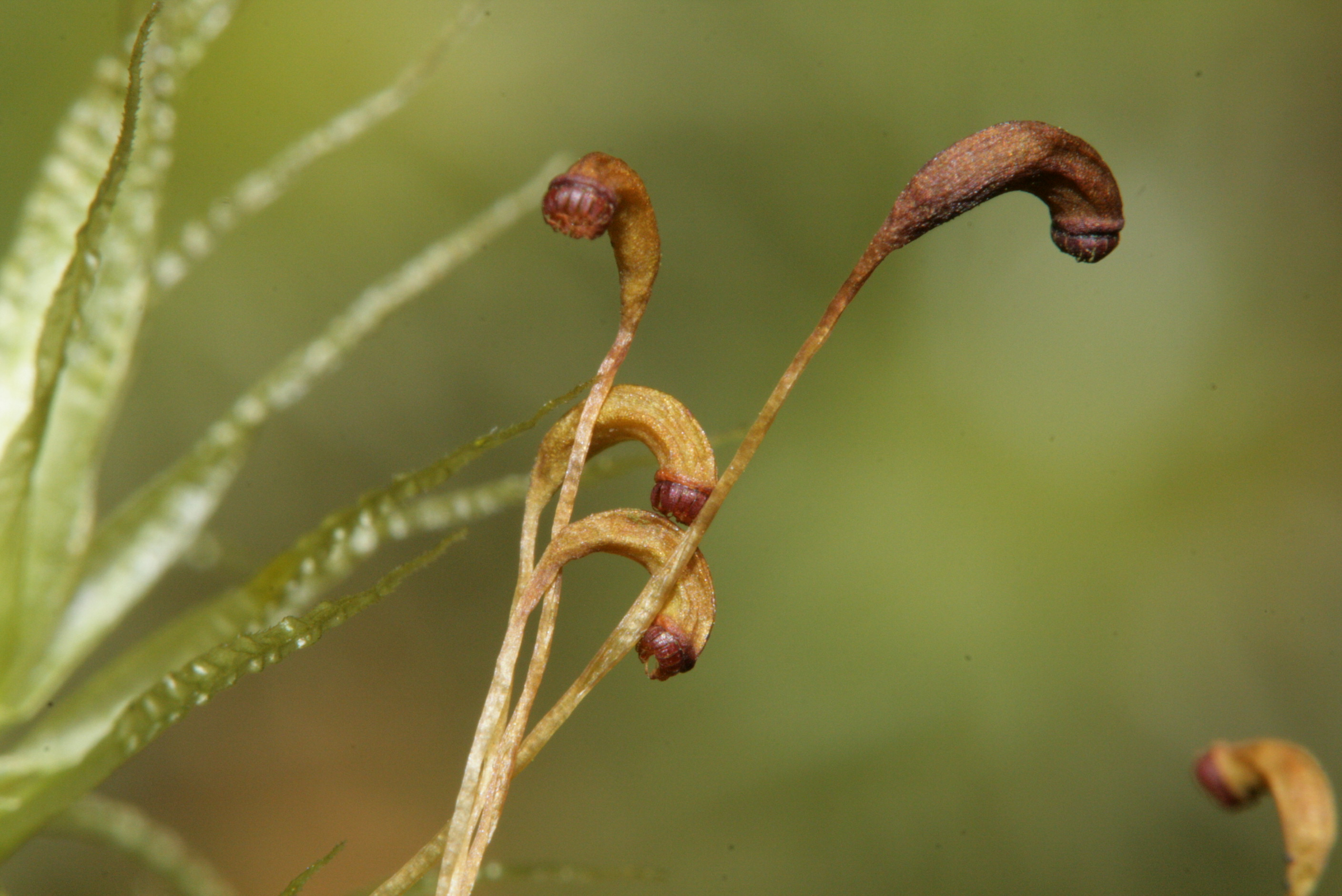
Sporenkapsels
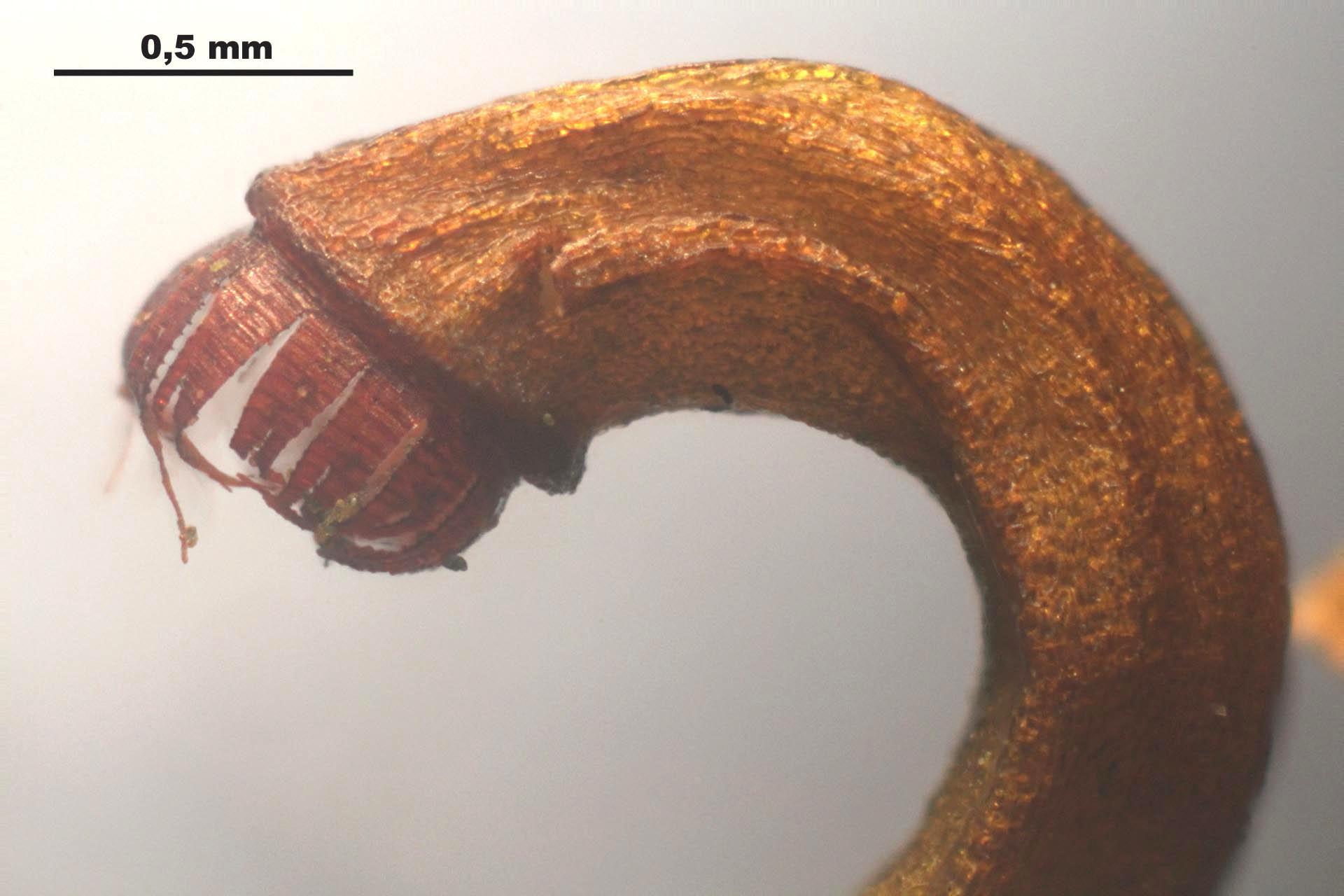
Peristoom
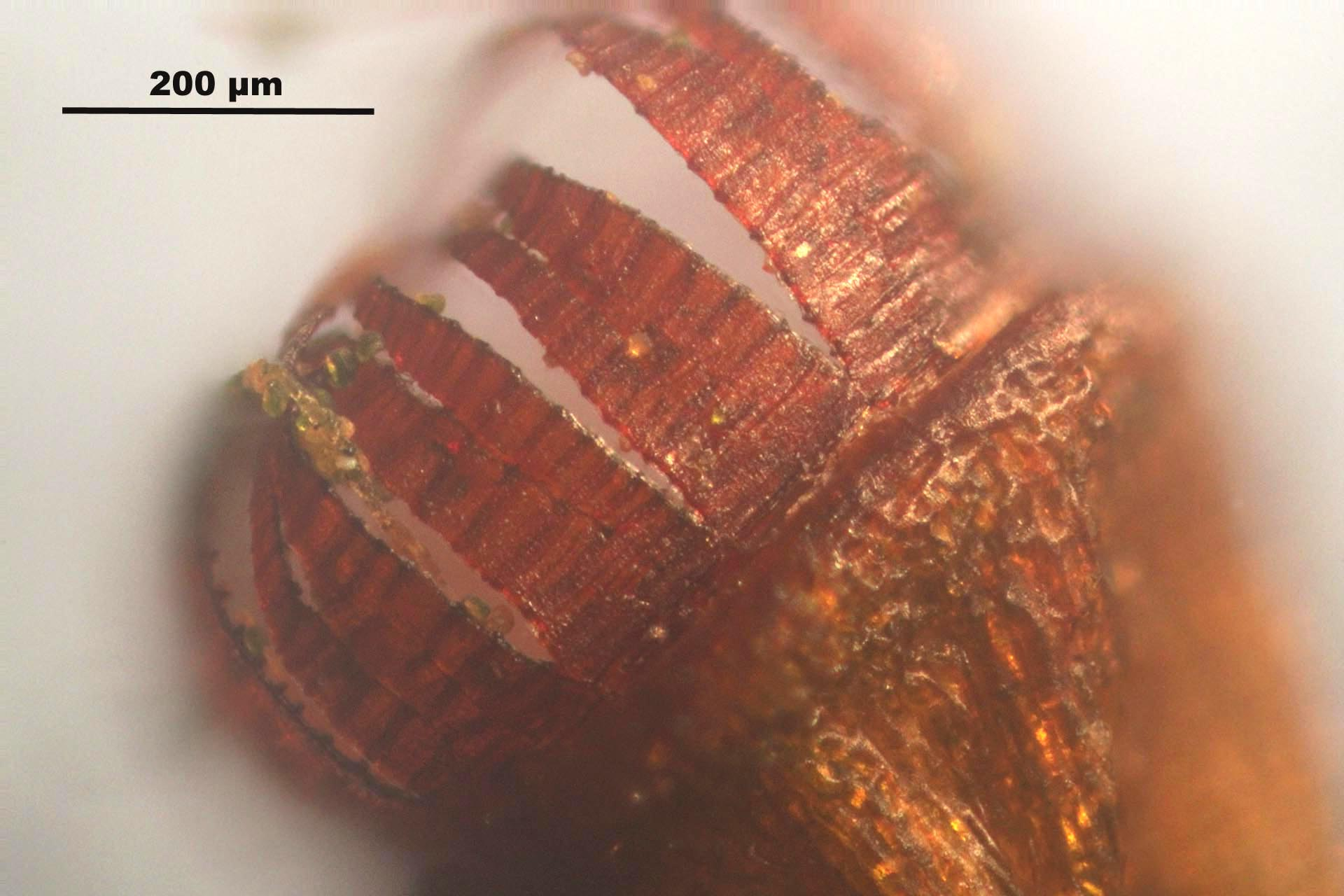
Peristoomtanden
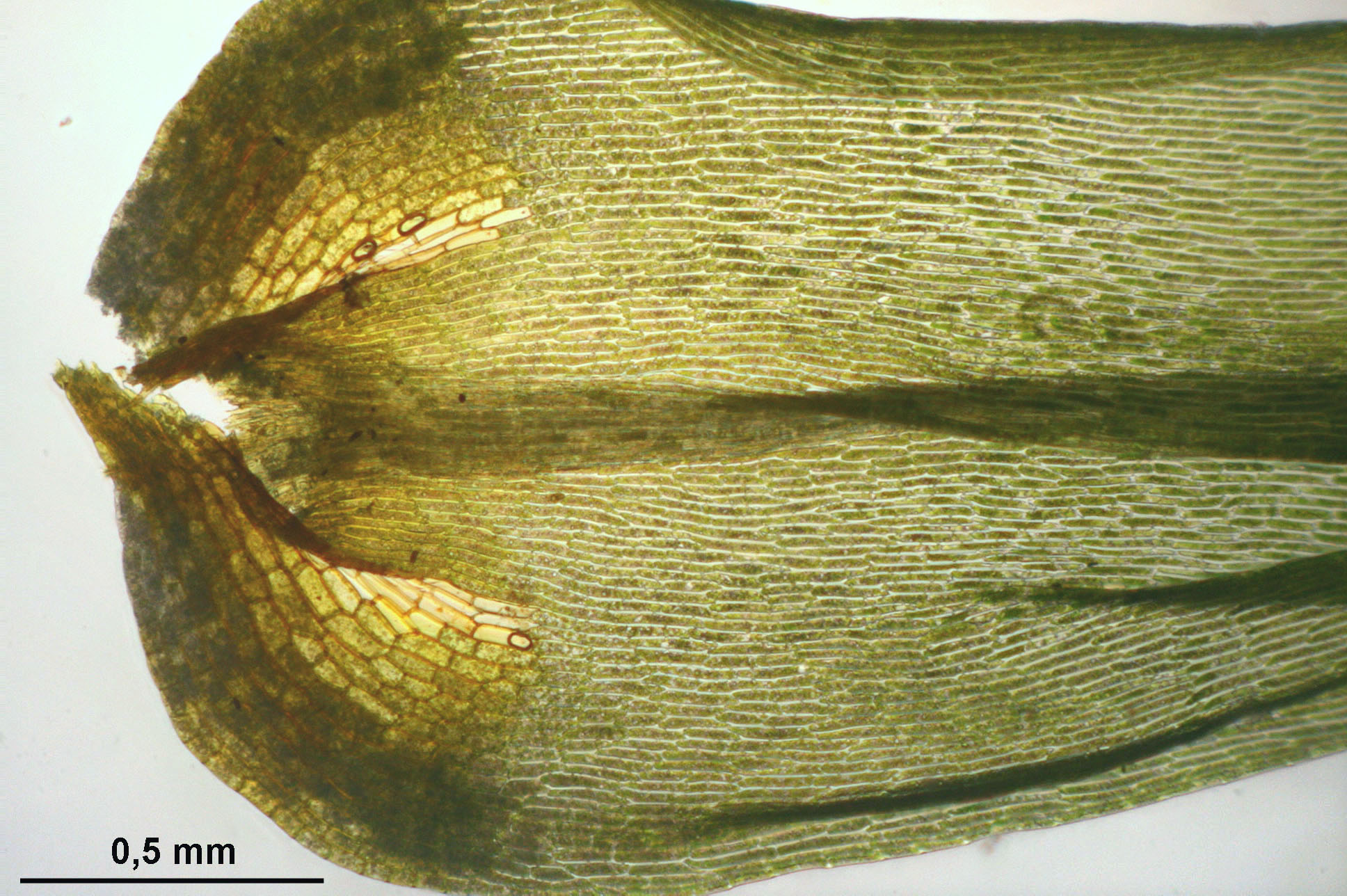
Bladvoet
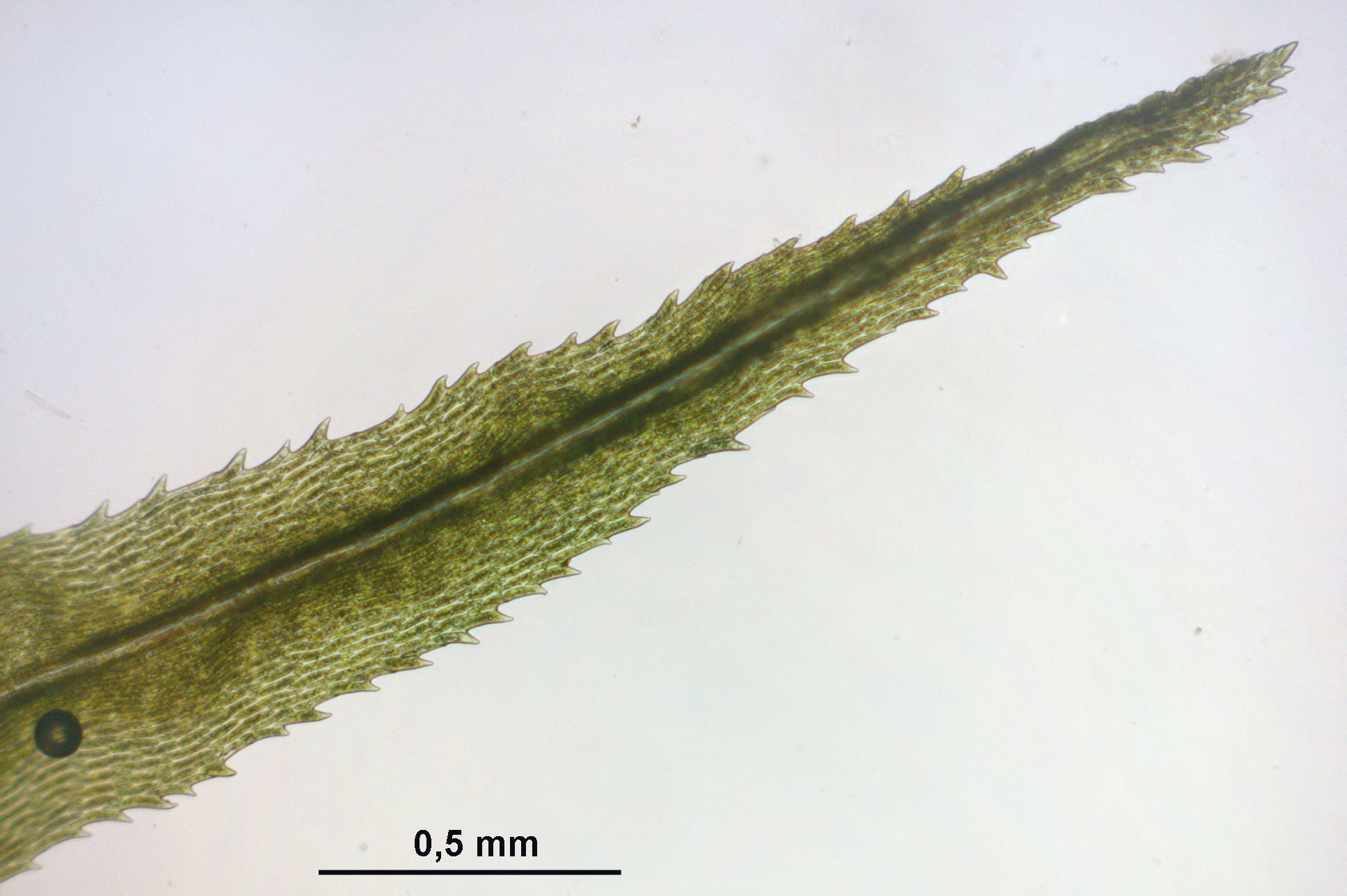
Bladtop
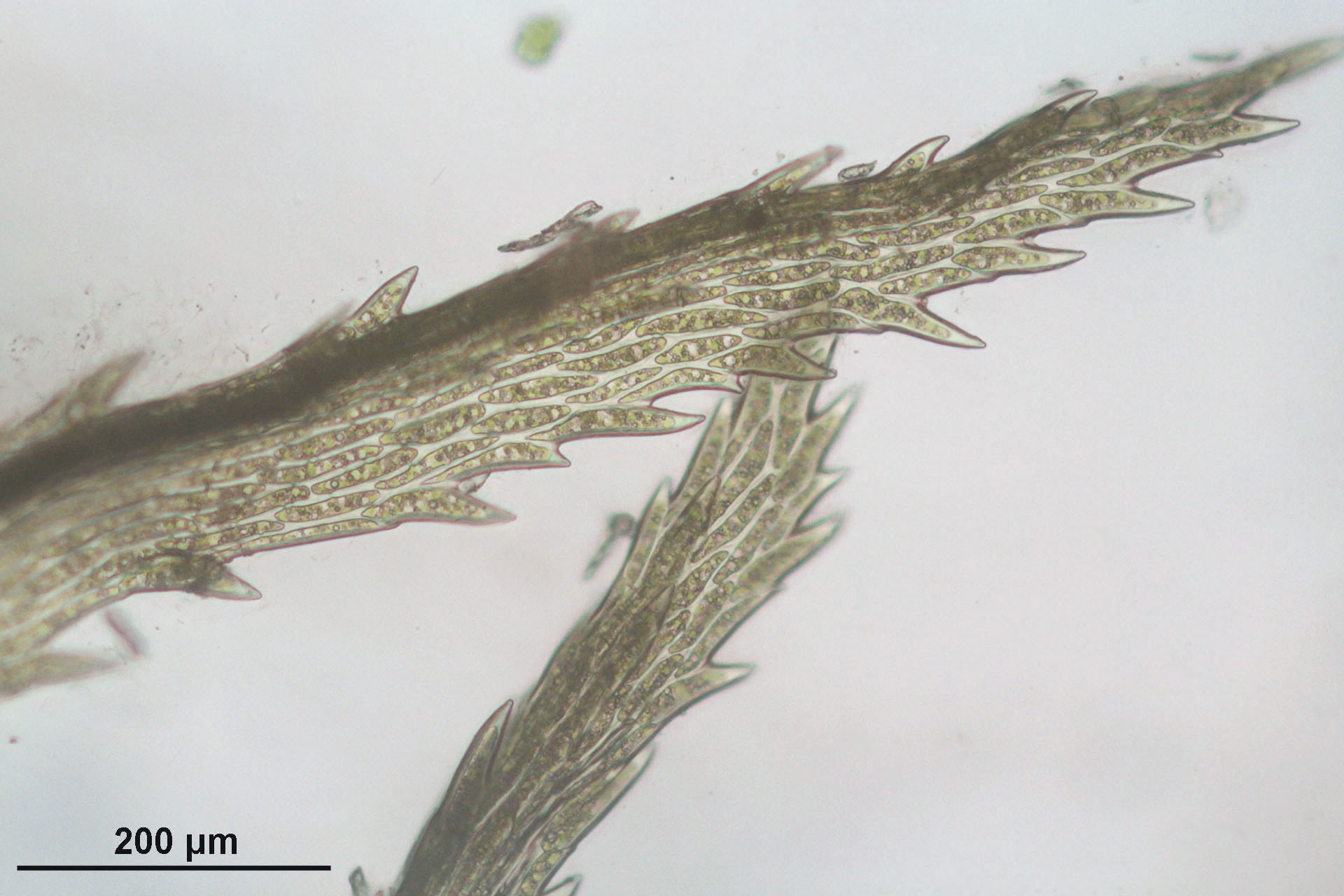
Bladtop
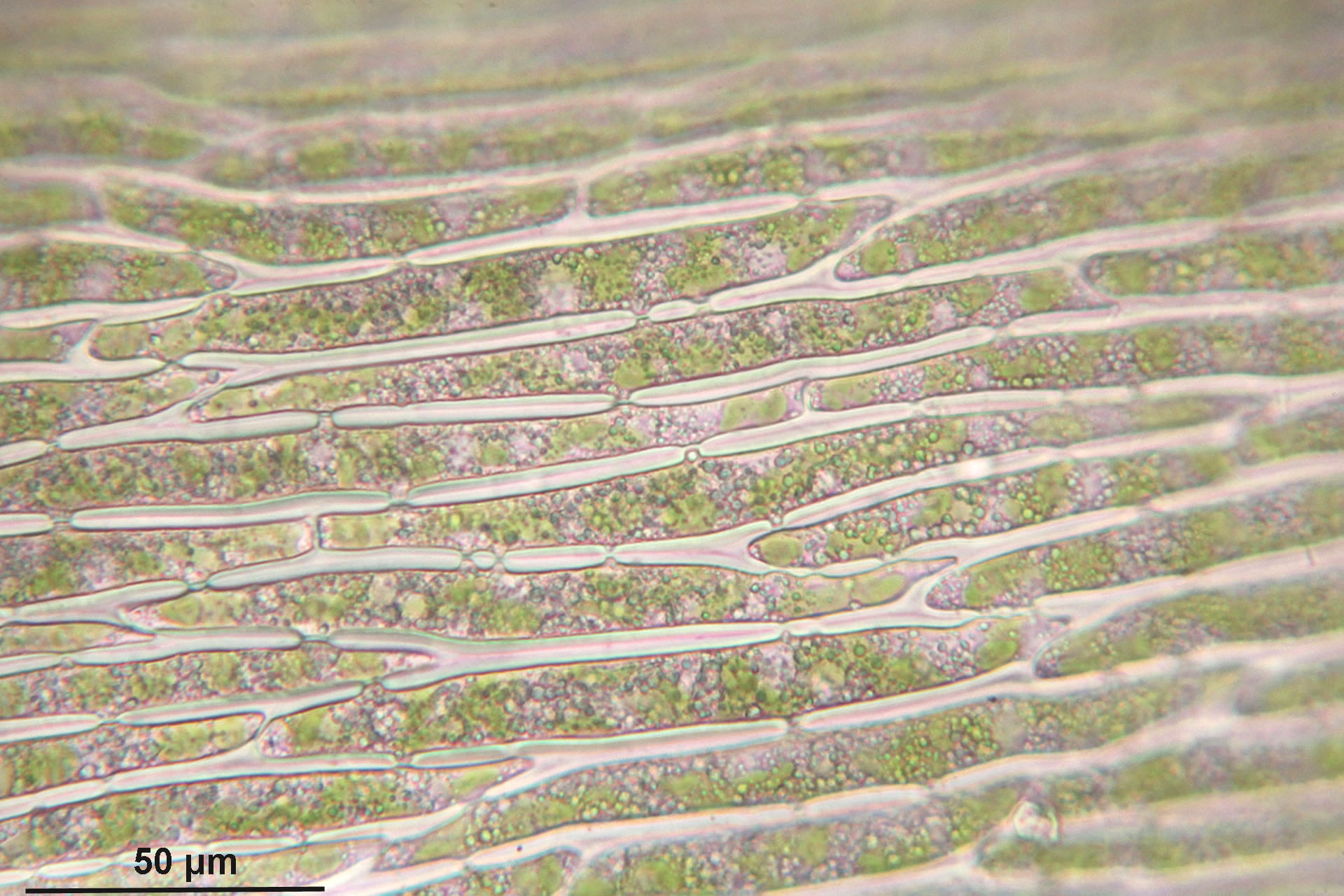
Bladcellen
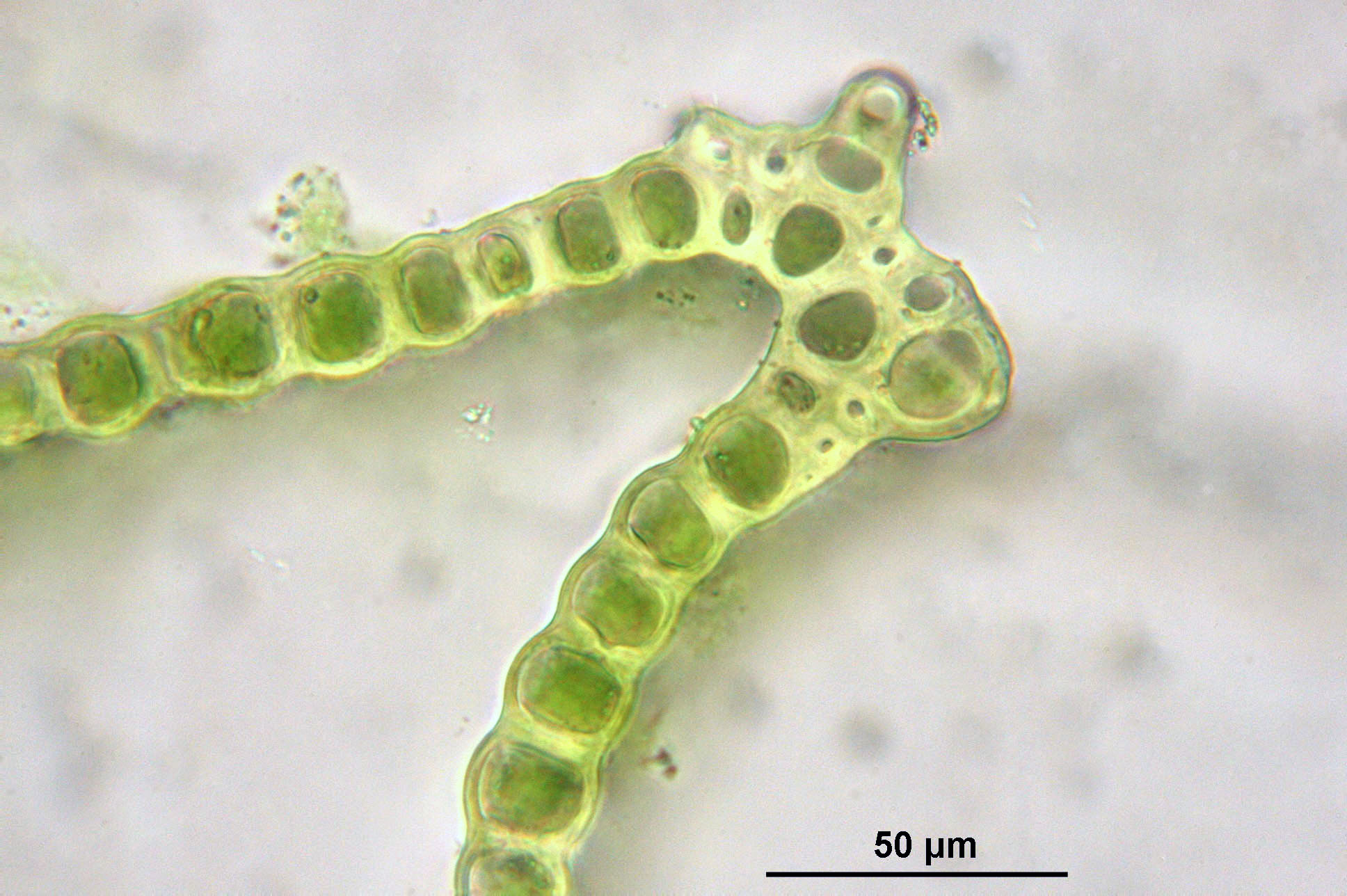
Bladdoorsnede